# Marina Logvinenko
Marina Viktorovna Logvinenko (Šahti, 1. rujna 1961.), sovjetska i ruska športska streljašica, dvostruka olimpijska i petnaesterostruka svjetska prvakinja u disciplinama zračni pištolj 10 metara i pištolj 25 metara. Natjecala se na četirima Olimpijskim igrama te osvojila pet odličja pod zastavom triju zemalja: Sovjetskog saveza, Ujedinjenog olimpijskog tima i Rusije. Jedina je športašica koja je osvojila dva pojedinačna zlatna odličja u streljaštvu na istim Olimpijskim igrama.
Gotova sva svjetska zlatna odličja osvojila je pod zastavom Sovjetskog saveza tijekom 80-ih godina 20. stoljeća, kada je vladala zračnim pištoljem na kratkim udaljenostima. Tako je, između ostalog, osvajala po četiri odličja na Svjetskim prvenstvima 1986. u Suhlu u Njemačkoj (3 zlata i srebro) te 1990. u Moskvi (također 3 zlata i srebro). Nastupala je i na Igrama prijateljstva u Moskvi 1984., na kojima je osvojila zlato u pištolju na 25 metara i srebro u zračnom pištolju na 10 metara.
Za svoja športska postignuća odlikovana je Ordenom časti Ruske Federacije, kao i športskim odlikovanjima SSSR-a.